# Alessandro Sinigaglia
Alessandro Sinigaglia, nome di battaglia Vittorio (Fiesole, 2 gennaio 1902 – Firenze, 13 febbraio 1944), è stato un partigiano italiano.

## Biografia
Nasce a Fiesole, figlio di David Sinigaglia, un ebreo di origini mantovane, e Cynthia White, nera americana di Saint Louis giunta in Italia come cameriera nella Villa La Fonte di Fiesole della famiglia americana Smith, fondatori delle ferrovie del Vermont. Lavoravano nella stessa villa. 
Di professione meccanico, lavora col padre a Firenze e svolge il servizio militare come sommergibilista in Marina. Nel 1924 rientra a Fiesole ed aderisce al Partito Comunista clandestino. Nel 1928, per evitare l'arresto, fugge in Francia e da lì in Unione Sovietica, dove frequenta una scuola di partito, torna a lavorare come meccanico e si sposa. Passa poi in Svizzera e vi organizza dei comunisti italiani fuoriusciti. Successivamente partecipa alla Guerra civile spagnola a bordo di un incrociatore repubblicano.
Dopo la sconfitta, nel 1939, ripara in Francia, dove viene arrestato e consegnato (1941) alle autorità italiane, che lo confinano a Ventotene.
Tornato libero nell'agosto 1943, a seguito della caduta di Mussolini, rientra a Firenze organizza e guida una delle prime formazioni GAP. Pochi mesi dopo cade in un'imboscata del Reparto di Servizi Speciali del maggiore Mario Carità e viene ucciso in Via Pandolfini, a Firenze.
Sul luogo della morte è stata posta una lapide a ricordo di Alessandro Sinigaglia, che figura anche tra i partigiani caduti del comune di Firenze e nel Sacrario dei Partigiani Fiorentini a Rifredi.

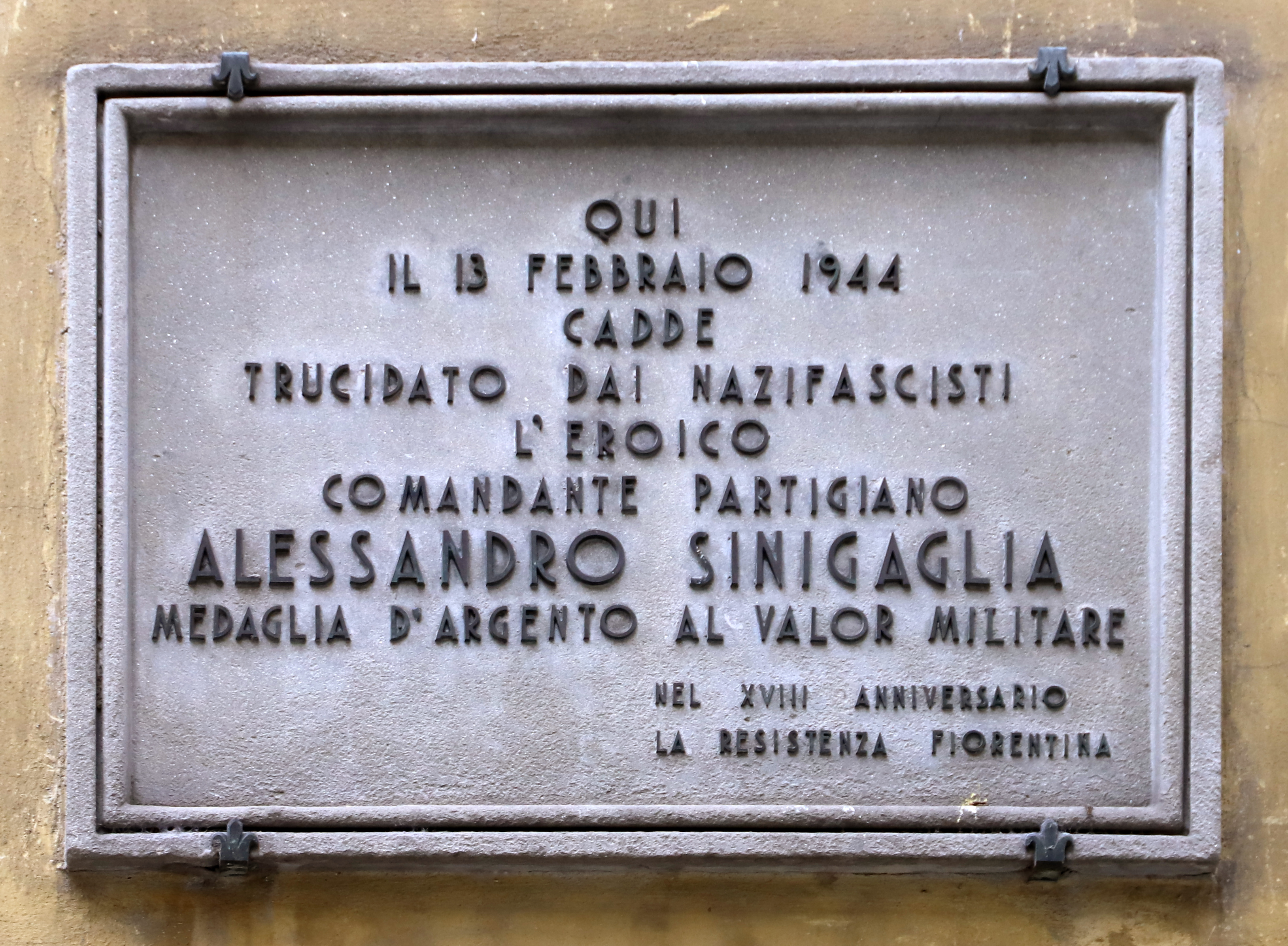

Nel giugno 1944 gli è stata intitolata la 22ª bis Brigata Garibaldi "Vittorio Sinigaglia".